# 1157 dans les croisades
Cette page regroupe les évènements concernant les Croisades qui sont survenus en 1157 :
- mai : Baudouin III repousse Nur ad-Din à Panéas en Galilée[1].
- Mort de Guillaume II Embriaco, seigneur du Gibelet[2].